# Estádio Rodrigo Paz Delgado
O Estadio Rodrigo Paz Delgado, também conhecido como Casa Blanca é um estádio localizado em Quito, no Equador. Tem capacidade para 41.575 torcedores.
O projeto do estádio começou no ano de 1995 e foi inaugurado em 6 de Março de 1997 num amistoso entre LDU e o Clube Atlético Mineiro do Brasil vencido pelos anfitriões por 3 a 1.

## Dados
- Nome:  "Estadio Liga Deportiva Universitaria"
- Apelidos:  "Casa Blanca", "La Maravilla de Ponciano", "Estadio Rodrigo Paz Delgado"
- Proprietário: LDU Quito
- Data de Inauguração: 6 de março de 1997
- Primeiro jogo: Amistoso contra o Clube Atlético Mineiro do Brasil por 3-1
- Capacidade: 41.575 torcedores[1]
  - Detalhe: (Dados da Federación Ecuatoriana de Fútbol)
    - Suítes:  442 suítes, 4.149 espectadores
    - Palcos:  3.027
    - Tribunas: 13.123
    - Gerais: 21.297
- Estacionamento: 1.280
- Área do Terreno: 7.5 Has
- Endereço: Norte de Quito, Barrio de Ponciano Bajo, Av. Diego de Vásquez

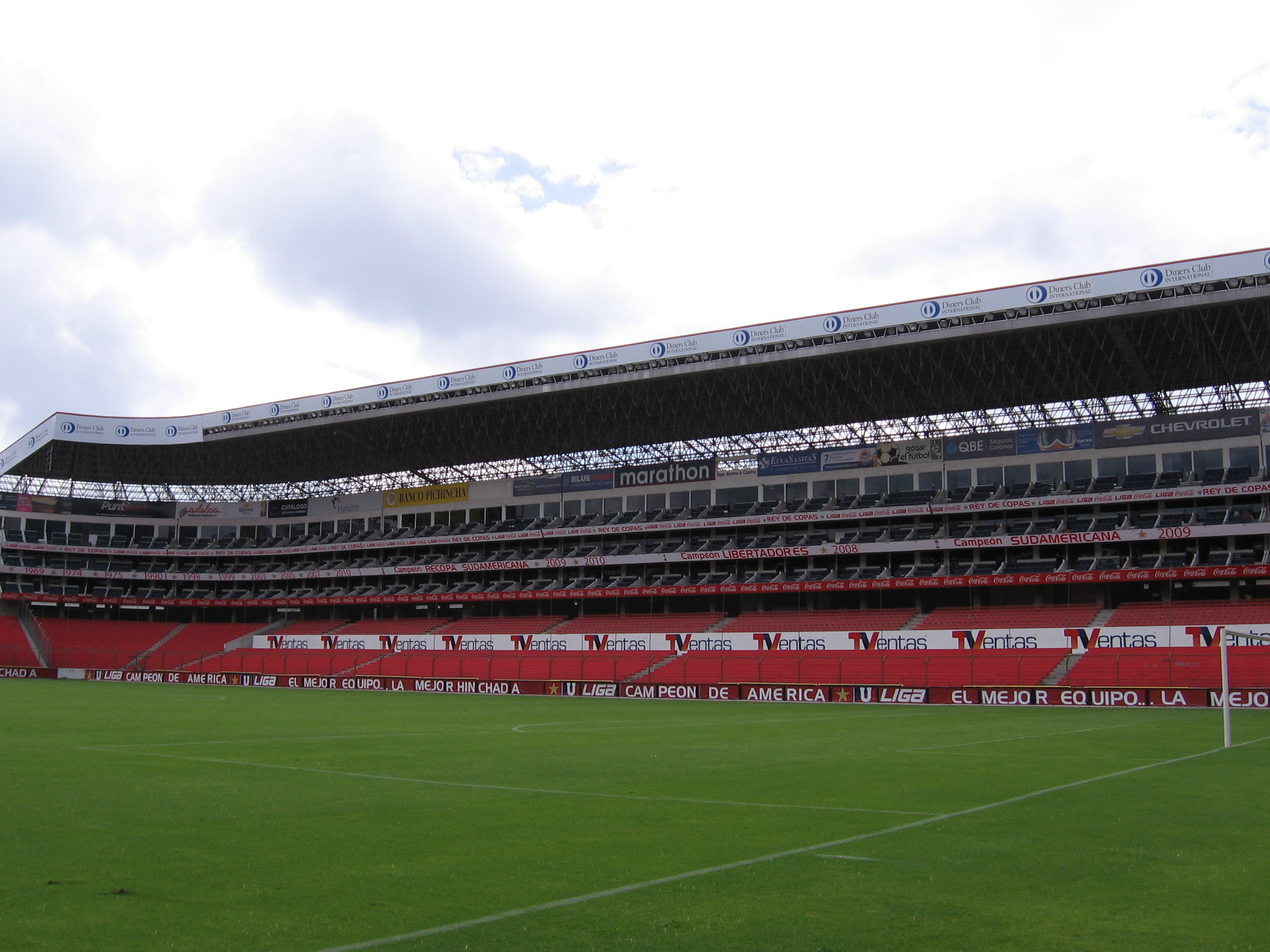
Arquibancada Leste

- Gramado: Grama natural
- Tamanho do campo: 105 x 68 m.

## Outros Dados
- É a casa do primeiro time equatoriano em ganhar a Taça Libertadores,a Copa Sul-Americana e duas vezes a Recopa Sul-Americana
- As sementes do gramado foram importadas da França.
- O estádio se encontra numa altitude de 2,734 m.s.n.m.
- Tem três andares de Suites, no total são 442 suites.
- LDU sagrou-se campeão equatoriano no seu estádio 5 vezes: 1998, 2003, 2005, 2007, 2018. Somados aos outros seis títulos nacionais.
- Em 25 de junho de 2008 se joga pela primeira vez uma final da Taça Libertadores em Quito, com vitória da LDU 4 a 2 frente ao Fluminense FC.
- Em 6 de julho de 2008 LDU deu uma volta olímpica com o trofeu da Taça Libertadores comemorando o título conseguido quatro dias antes no estádio Maracanã na final contra o Fluminense FC do Rio de Janeiro.
- Já no dia 8 de julho de 2009, a LDU deu a volta olímpica em sua casa no mesmo dia em que foi campeão em campo, ao derrotar o Sport Club Internacional por 3 a 0 no jogo de volta da Recopa Sul-Americana, já que na ida havia ganho por 1 a 0 no Estádio Beira-Rio.

## Eventos Internacionais
- Taça Libertadores 1999, 2000, 2004, 2005, 2006, 2007, 2008, 2009, 2011.
- Copa Sul-americana 2003, 2004, 2005, 2006, 2008, 2009, 2010, 2011,2017,2018
- Recopa Sul-Americana 2009, 2010.
- Elimimatórias para a Copa do Mundo de 2002. Jogos contra Venezuela e Bolivia, os dois jogos com vitória da seleção do Equador.